# شارل الثاني دوق لورين
شارل الثاني (11 سبتمبر 1365 – 25 يناير 1431)، المُلقب بـالجريء (الفرنسية: le Hardi)، كان دوق لورين منذ عام 1390 وحتى وفاته، وأصبح أيضا كندسطبل فرنسا.
شارك شارل في الحملة الصليبية البربرية، وخاض القتال في نيقوبوليس، وأيضا ساعد فرسان التوتونيين في ليفونيا، وأثناء حرب المئة عام سعى إلى توثيق علاقته بالأسرة الملكية الفرنسية، حتى إن الملكة إيزابو عيّنته كندسطبلًا، وبعد حرب غير حاسمة ضد ابن أخيه فارق الحياة في عام 1431.

## السيرة
وُلد في 11 سبتمبر 1365 باعتباره الابن الأكبر لوالديه جان الأول دوق لورين وصوفي ابنة إبرهارد الثاني كونت فورتمبيرغ. وفي شبابه، كان على صلة وثيقة بفيليب الثاني دوق برغونية، وترافقا في القتال في مناسبات عدة، وقد تعمّقت صلته بدوقية برغونية في الأصل نتيجة ابتعاد والده عن البلاط الفرنسي، ذلك البلاط الذي ظل دوقات لورين، طيلة القرن والنصف الماضية يوالونه ويتقربون إليه، حينما انسحبوا من كنف الإمبراطورية الرومانية المقدسة، والتي كانت دوقيتهم لا تزال من الناحية الشكلية، من إماراتها التابعة، وكان شارل قد أبدى موقفًا متحديًا تجاه لويس الأول دوق أورليان الذي كان قد ساند سكان نوفشاتو في تمرّدهم على والده وفنتسل ملك الرومان، حين اتُّهم الأخير من قِبل رعاياه بالضعف، وقد أُطيح بفنتسل في عام 1400، واستُبدل به روبرشت الثالث كونت بالاتينات-الراين حمو شارل.
وكان شارل مشاركًا فاعلًا أيضًا في بعض الحملات الصليبية المتأخرة، فقد انضم إلى الحملة الصليبية على البربر في عام 1391، وشارك في الكارثة التي كانت معركة نيقوبوليس سنة 1396، وهناك، رافق جان الجسور كونت نيفير وابن صديقه فيليب، وفي عام 1399، قدَّم يد العون إلى فرسان التوتونيين في ليفونيا.

## حرب المئة عام
انقسمت فرنسا إلى فصيلين: الأرمانياكيون بقيادة برنار السابع كونت أرمانياك، وصي الشاب شارل، دوق أورليان، والبرغونيون بزعامة جان الجسور، وريث فيليب، الذي حظي بدعم من شارل دوق لورين. إلا أن شارل لم يدخل في غمار الصراع الأنغلو-فرنسي المستعر حينها—حرب المئة عام—غير أن شقيقه، فريدريك الأول كونت فوديمون، قد انخرط في تلك الحرب، وسقط قتيلاً في معركة أجينكور سنة 1415، ومع ذلك فقد عيَّنته الملكة إيزابو البافارية كندسطبلًا في عام 1418. وفي عام 1425 أعلن أن الحمل أثقل من أن يحتمله، فتنازل عن المنصب.
وقد غيَّر شارل موقفه من فرنسا بعد اغتيال جان الجسور سنة 1419، وكان خليفته فيليب الثالث يملك أراضي واسعة في الأراضي المنخفضة، ولم تكن تفصل بين أملاكه البرغونية والهولندية سوى لورين وشامبانيا، ومن منطلق خوفه من أي طموحات عدائية، رأى شارل أن الحكمة تقتضي إعادة توجيه ولاءاته وصداقاته بعيدًا عن هذا الخصم المحتمل، ومن خلال علاقاته الفرنسية نال دعم شارل السابع ملك فرنسا ضد برغونية المعادية، وزوَّج ابنته إلى رينيه الأنجوي الذي صار لاحقًا ملكًا على نابولي.
أما سنوات شارل الأخيرة، فقد كانت حافلة بالصراع والتعاسة، إذ طالب ابن أخيه أنطوان من فوديمون بنصيبه من الإرث، واضطر شارل إلى مقاتلته في عام 1425، دون أن يحقق انتصارًا يُذكر، ومع مطلع عام 1429 جاءت جان دارك خلال حج إلى سان نيكولا دو بور. وقد نصحت الدوق أن يهجر عشيقته أليسون دو ماي. وإذ ضرب بنصيحتها عرض الحائط، أرسل معها مرافقة، وأحالها إلى شينون، وتُوفي بعد ذلك بعامين في عاصمته نانسي، في 25 يناير.

## العائلة

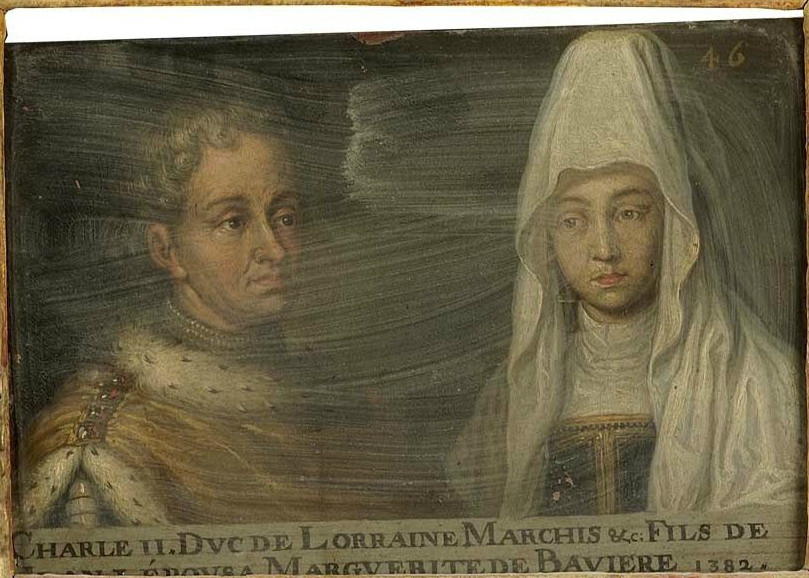
شارل الثاني مع زوجته مارغريت بالاتينات.

تزوَّج شارل من مارغريت من بالاتينات (1376 - 26 أغسطس 1434)، ابنة روبرت الألماني وإليزابيث من نورمبرغ، في عام 1393، ولم ينجُ من أطفالهما إلا ابنتان:
- إيزابيلا (1400–1453)، التي أصبحت خليفته بعد وفاته، وتزوَّجت رينيه،[2] الذي حاز لاحقًا على ألقاب مرموقة كثيرة، لهما ذرية.
- لويس، تُوفي صغيرًا.
- رالف، تُوفي صغيرًا.
- كاثرين (1407–1439)، تزوَّجت يعقوب مارغريف بادن، لهما ذرية.

وكما أنجبت له عشيقته أليسون دو ماي (التي قُتلت في نانسي، 25 يناير 1431)، له خمسة أبناء.